# Någon annanstans
Någon annanstans är en svensk dramafilm från 2009 i regi av Hiwa Abbasi, som även producerade, fotade och skrev manus. I rollerna ses bland andra Ashkan Ghods, Ruth Aniansson och Said Oveissi.

## Om filmen
Inspelningen ägde rum i Göteborg januari-februari 2008 och filmen klipptes av Abbasi. Den premiärvisades 10 april 2009 på biografen Roy i Göteborg och året efter visades den på Göteborgs filmfestival. Dialogen är på svenska och persiska.

## Handling
En ung svensk man upptäcker plötsligt att han finns med på en CIA-lista över misstänkta terrorister på grund av att han skickat pengar till en fond i Mellanöstern. Hans liv förändras drastiskt när hans sociala rättigheter tas ifrån honom utan att han juridiskt kan försvara sig.

## Rollista
- Ashkan Ghods – Said
- Ruth Aniansson – Anna
- Said Oveissi – Ahmed, Saids far
- Robert Lyons – Robert
- Daniel Robert	– Khaled
- Lars Väringer – poliskommissarie
- Ylva Gallon – poliskommissarie
- Alexandra Lindblom – Tereza
- Carina M. Johansson – Helena
- Per Söderberg – advokat
- Josef Harringer – polisman
- Lina Burström	– poliskvinna
- Sara Nordström – Sara
- Erik Valis – Erik
- Liv Hallgren – Lina